# 포항이동고등학교
포항이동고등학교(浦項梨洞高等學校)는 대한민국 경상북도 포항시 남구 이동에 위치한 공립 고등학교이다.

## 학교 연혁
- 2002년 5월 9일 : 포항이동고등학교 설립 인가(30학급)
- 2006년 1월 31일 : 신축 교사 준공
- 2006년 3월 1일 : 초대 노영현 교장 취임
- 2006년 3월 3일 : 제1회 입학식 (286명)
- 2009년 2월 10일 : 제1회 졸업식 거행(269명)
- 2010년 3월 1일 : 경상북도 지정 연구학교(과학교육) (~2011-02-28)
- 2011년 3월 1일 : 교육과학기술부 지정 과학중점학교 운영(~ 2020-02-29)
- 2015년 1월 23일 : 경상북도교육청 지정 명품교육 인증기관 선정
- 2022년 12월 30일 : 제15회 졸업식(남 87명, 여 105명 계 192명, 누계 4,044명)
- 2023년 3월 1일 : 제8대 권서기 교장 취임
- 2023년 3월 2일 : 제18회 입학식(남 88명, 여 125명 계 213명)

## 참고 자료
- 포항이동고등학교 - 한국교육학술정보원 학교알리미